# Werner Haase (Mediziner)
Werner Haase (* 2. August 1900 in Köthen; †  30. November 1950 in Moskau) war ein deutscher Chirurg und einer von Adolf Hitlers Begleitärzten.

## Leben
Haase beendete seine Schullaufbahn mit dem Abitur und leistete noch ab Herbst 1918 seinen Militärdienst ab. Ab 1919 absolvierte er ein Studium der Medizin, das er 1924 an der Universität Jena mit Promotion zum Dr. med. abschloss. Anschließend ließ er sich zum Facharzt für Chirurgie ausbilden und war danach als Schiffsarzt beschäftigt.
Nach der Machtergreifung der Nationalsozialisten trat er zum 1. Mai 1933 der NSDAP (Mitgliedsnummer 3.081.672) und im selben Jahr der SA bei. Anfang April 1934 wechselte er von der SA zur SS (SS-Nummer 254.097). Haase hatte sich bereits zuvor im nationalsozialistischen Sinne betätigt: Schon während seines Studiums in Jena gehörte er der Studentengruppe der DNVP an und wurde bei dem Versuch, zu den Aufständischen des Hitler-Putsches zu gelangen, in Probstzella verhaftet.
Unter Georg Magnus war er ab 1934 an der Charité tätig. Von März 1935 bis 1936 gehörte er als zweiter Chirurg nach Karl Brandt zum Stab von Adolf Hitlers Begleitärzten. In Berlin habilitierte er sich 1936 mit der Schrift Physikalisch-technische Untersuchungen an Knochenbrüchen. Er war unter Paul Rostock als Oberarzt an der Berliner Universitätsklinik in der Ziegelstraße beschäftigt.
Während des Zweiten Weltkriegs gehörte er der Leibstandarte SS Adolf Hitler an, seit dem 21. Juni 1943 im Rang eines SS-Obersturmbannführers.
In den letzten Tagen der Schlacht um Berlin im April 1945 arbeitete er als Arzt im öffentlichen Bunker nahe der Reichskanzlei. Am 29. April wurde er in den Führerbunker befohlen, um Ludwig Stumpfegger dabei zu assistieren, Hitlers Hund Blondi zu vergiften. Anschließend kehrte er in den öffentlichen Bunker zurück und wurde dort von Soldaten der Roten Armee, zusammen mit dem Zahnarzt und Mitglied der Waffen-SS Helmut Kunz, der an der Ermordung der Goebbels-Kinder beteiligt war, und zwei Krankenschwestern, Erna Flegel und Liselotte Chervinska, gefangen genommen. Am 6. Mai gehörte er zu denjenigen, die von sowjetischen Behörden ausgewählt worden waren, um die Leichen von Joseph Goebbels, seiner Frau Magda Goebbels und ihrer sechs Kinder zu identifizieren.

## Tod
Im Juni 1945 wurde Haase wegen seiner Tätigkeit während der NS-Zeit der Prozess gemacht. Am 30. November 1950 starb er in sowjetischer Kriegsgefangenschaft an der Tuberkulose. Als Todesort wurde das Gefängniskrankenhaus des Butyrka-Gefängnisses angegeben.

## Film
- Im Film Der Untergang wird Werner Haase von Matthias Habich dargestellt.